# Libra Internet Bank
Libra Internet Bank este o bancă din România înființată în anul 1996. Banca are o strategie de nișă, fiind specializată în domenii precum profesiile liberale, real estate și agribusiness-ul.
Libra Internet Bank este o banca autorizata sa indeplineasca toate activitatile specifice unei banci comerciale si cateva activitati legate de pietele de capital. De asemenea, banca este membru SWIFT, actionar la SNCDD, TRANSFOND si Biroul de credit. Banca este agent de decontare pentru Societati de servicii investitii financiare (SSIF), intermediar pe piata secundara a titlurilor de stat si depozitar pentru un fond de investitii.
Libra Internet Bank a plasat obligațiuni care sunt tranzacționate pe segmentul principal al Bursei de Valori București.

## Istoric
- 2022: Câștigarea premiului de cel mai bun angajator în domeniul financiar, al treilea an consecutiv
- 2020: Parteneriate cu cele mai importante fintech-uri internaționale active în România
- 2016: Primul credit 100% online din România
- 2014: 
  - Strategie de nișă: dezvoltatori imobiliari proiecte rezidențiale
  - Primul cont 100% online din România
- 2012: Strategie de nișă: Agribusiness
- 2011: Libra Bank devine Libra Internet Bank
- 2004: Strategie de nișă: Profesii liberale
- 2003: Din mai 2003 a devenit membră a grupului american de investiții New Century Holdings (NCH)[3].
- 1998: Devine membru al Asociatiei Romane a Bancilor din februarie
- 1997: A devenit operațională
- 1996: A fost înființată, printre membrii fondatori fiind Viorel Cataramă și fostul ministru al apărării, Victor Babiuc[3].